# Protosmia tiflensis
Protosmia tiflensis är en biart som först beskrevs av Morawitz 1876.  Protosmia tiflensis ingår i släktet Protosmia och familjen buksamlarbin. Inga underarter finns listade i Catalogue of Life.